# Sisyrinchium paramorum
Sisyrinchium paramorum är en irisväxtart som beskrevs av Pierfelice Ravenna. Sisyrinchium paramorum ingår i släktet gräsliljor, och familjen irisväxter. Inga underarter finns listade i Catalogue of Life.